# Баскин, Абрам Иехилевич
Абрам Иехилевич Баскин (бел. Абрам Ехілявіч Баскін; 1894, д. Бокие, Бобруйский уезд, Минская губерния, Российская империя — 10 ноября 1938, Минск, БССР) — советский белорусский государственный деятель, Нарком труда БССР (1931—1933).

## Биография
Родился в 1894 году в д. Бокие Бобруйского уезда Минской губернии в семье служащего. Получил начальное образование.
С января 1914 года по февраль 1917 года работал портным в мастерских Екатеринбурга. В мае — ноябре 1917 года на фронте. После Октябрьской революции работал в частных швейных мастерских Бобруйска. С декабря 1918 года — помощник волостного комиссара в Паричах. В конце апреля 1919 года был мобилизован в Красную Армию и воевал на Западном фронте против легионеров Ю. Пилсудского. Служил в разведке, агентурном отделе политического управления Западного фронта.
С июня 1923 года — председатель заводского комитета Миншвейпрома. С февраля 1925 года — директор Витебской швейной фабрики «Профинтерн». В 1928 году назначен начальником Белшвейтреста в Минске. В 1931—1933 годах — Нарком труда БССР. В 1933—1934 годах — председатель Витебского горсовета.
В 1935—1937 годах — председатель президиума Белорусского кооперативного союза, затем — директор кирпичного завода в Минске.
Арестован 5 июля 1938 года в Минске по адресу: площадь Свободы, ул. 7, кв. 14. Осужден тройкой НКВД 1 ноября 1938 года за «шпионаж в пользу польской разведки, по заданию которой проводил вредительскую работу в швейной и кирпичной промышленности» к высшей мере наказания. Расстрелян. Реабилитирован трибуналом Белорусского военного округа 21 февраля 1956 года. Личное дело № 5849-с хранится в архиве Комитета государственной безопасности Республики Беларусь.

## Награды
- Орден Трудового Красного Знамени БССР (1932)[1].